# Pseudorhodania oryzae
Pseudorhodania oryzae är en insektsart som beskrevs av Tang 1992. Pseudorhodania oryzae ingår i släktet Pseudorhodania och familjen ullsköldlöss. Inga underarter finns listade i Catalogue of Life.